# Жан-Батіст Перроно
Жан-Батіст Перроно (фр. Jean-Baptiste Perroneau 1715, Париж — 19 листопада, 1783, Амстердам, Нідерланди ) — французький гравер і художник доби рококо. Відомий майстер портрету в техніці пастель.

## Життєпис: неточність свідоцтв і точність документів
Не всі факти з життя художника добре відомі. Втрачені свідоцтва про день і місяць народження. Відомо лише місто.
Перроно мав історіографа Фонтене́, що подав його життєпис з позицій белетристики. Фонтене́ писав : 
| Він ( Перроно ) не був народжений для навчання мистецтву, котре вимагає багато наполегливості і терпіння. Він покинув гравюру і почав працювати пастеллю [10] |.
За відсутнісю інших свідоцтв ми примушені рахуватись з цими записами. Так, 
Фонтене́ сповіщав про ранні роки Перроно, що той опановував художню майстерність у художника-декоратора Натуара, а графічну техніку у Кара. Пізні перевірки підтвердили, що молодий Перроно справді робив графічні копії з картин Натуара, тобто навчався на них. Але свідки праці Перроно сповіщали, що той якраз відрізнявся терплячістю і міг довго доопрацьовувати портрет, бо його не влаштовував проміжний етап чи не той блиск у очах моделі.
Він дійсно перейшов на техніку пастелі, бо був мандрівним майстром-портретистом. Пастель спрощувала етапи праці під час мадрів, бо не потребувала сушки і була модною технікою в добу рококо. Пастель використовувала низка французьких майстрів, тому дорікати Перроно за використння пастелі — недоречно. До того ж, він працював і олійними фарбами при нагоді.
Дослідникам відомий протокол художньої академії від 27 серпня 1746 р. , котра вимагала від скромного художника два портрети олійними фарбами . І художник їх надав у відповідній протокольним вимогам техніці («Скульптор Адан старший » та «Художник Удрі» ) . Відомо, що він працював олійними фарбами і в Голландії, де перебував у останні роки життя.
Майже до кінця 1750-х років свідоцтв про майстра надто мало. Адже з 1740-х років він у пошуках заробітку почав мандрувати (він працював у містах Бордо, Тулуза, Ліон). Є відомості про подорожі до Італії і навіть до російського Петербургу.
Життєпис художника — це його вимушені мандри та відгуки про твори, надані у Паризькі Салони. Про твори Перроно сповіщала низка французьких репортерів і критиків, серед котрих і Дені Дідро.
Небагатий художник покинув Францію і оселився у Амстердамі. В останні роки життя його художня активність зменшилась. Останнє свідоцтво про митця датоване 1780 роком. 19 листопада 1783 року він помер у Амстердамі.

## Вибрані твори

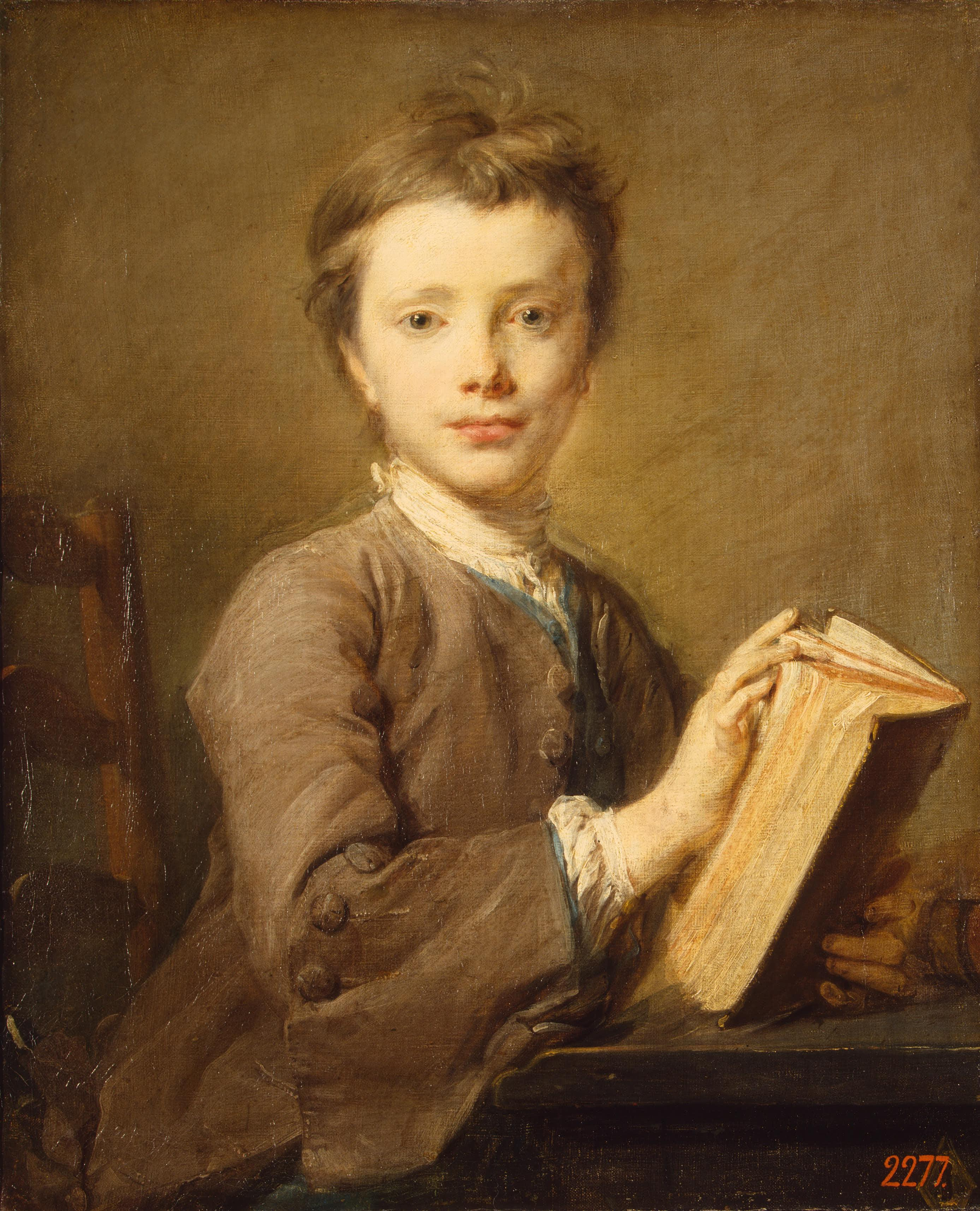
«Хлопчик з книгою», 1740,Ермітаж

- «Гравер Габріель Гукьє»,1747, Лувр, Париж
- «Хлопчик з книгою», 1740, Ермітаж
- «Мадмуазель Гукьє з котом»,1747, Лувр, Париж
- «Художник Жилькен», Париж
- «Мирон де Портью»
- «Письменник Жак Казот», Лондон
- «Мадам Пезан-Дютільє», Париж
- «Мадам де Соркенвіль», 1749, Лувр, Париж
- «Поет Робе де Бовезе», 1759, Орлеан
- «Даніель Жусс»
- «Портрет невідомого»
- «Скульптор Адан старший»
- «Будівничий Робер Суайє»
- « Мадам де Фріш»
- «Робер Сойєр, військовий інженер»
- «Сара Гінлупен», 1763, Державний музей (Амстердам)

## Галерея вибраних творів

«Магдалена Пінселу де ла Гранж», 1747,Музей Гетті, Каліфорнія

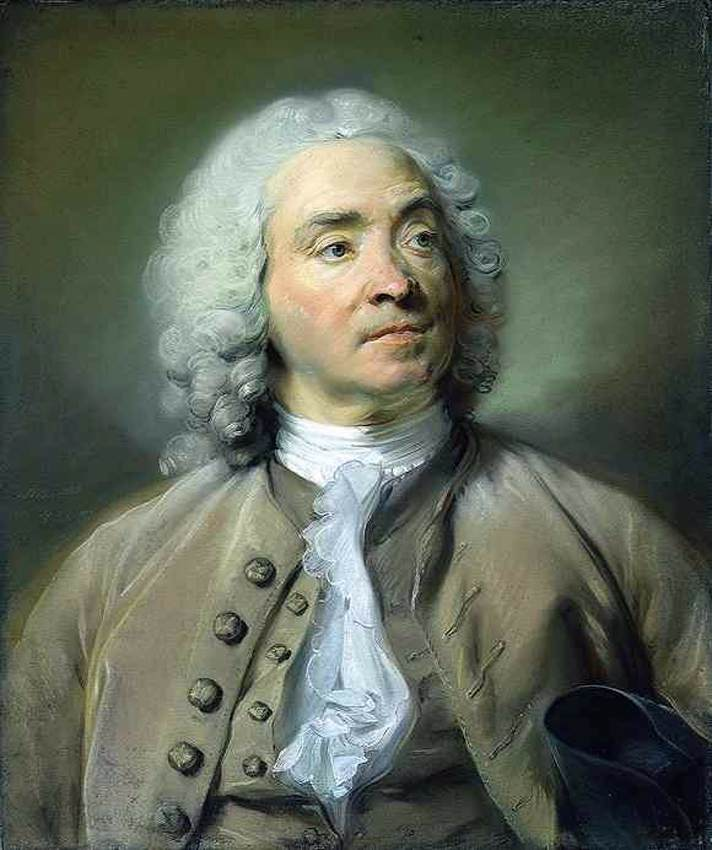
«Гравер Габріель Гукьє»,1747, Лувр, Париж
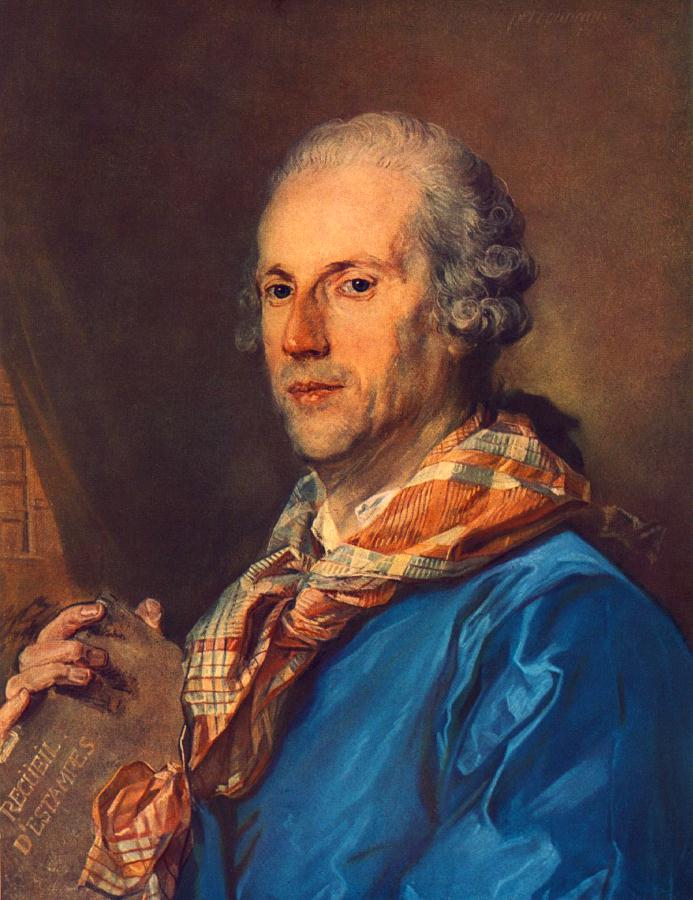
«Шарль Ленорман ду Кудре» (1712-1789), 1769
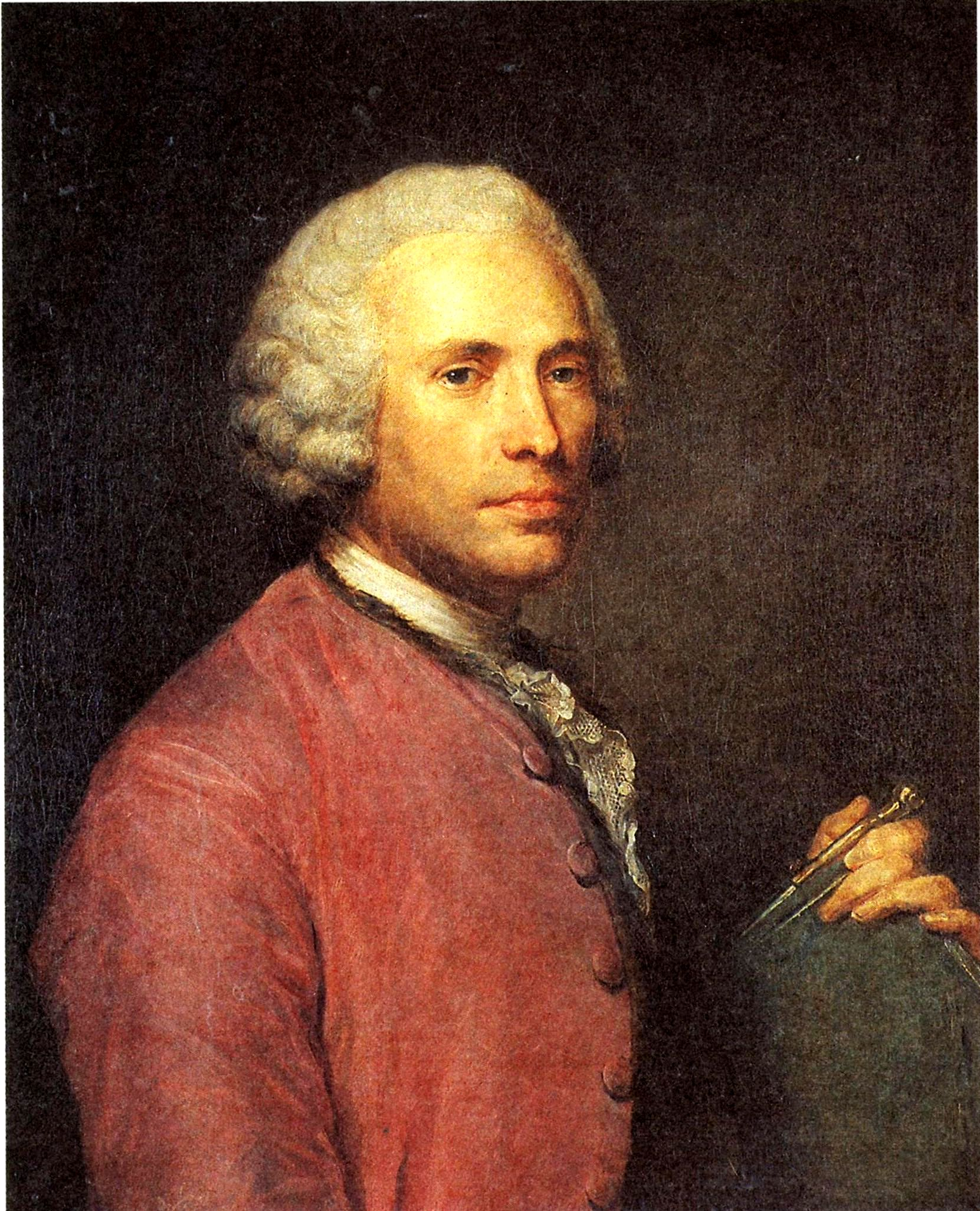
«Робер Сойєр, військовий інженер»
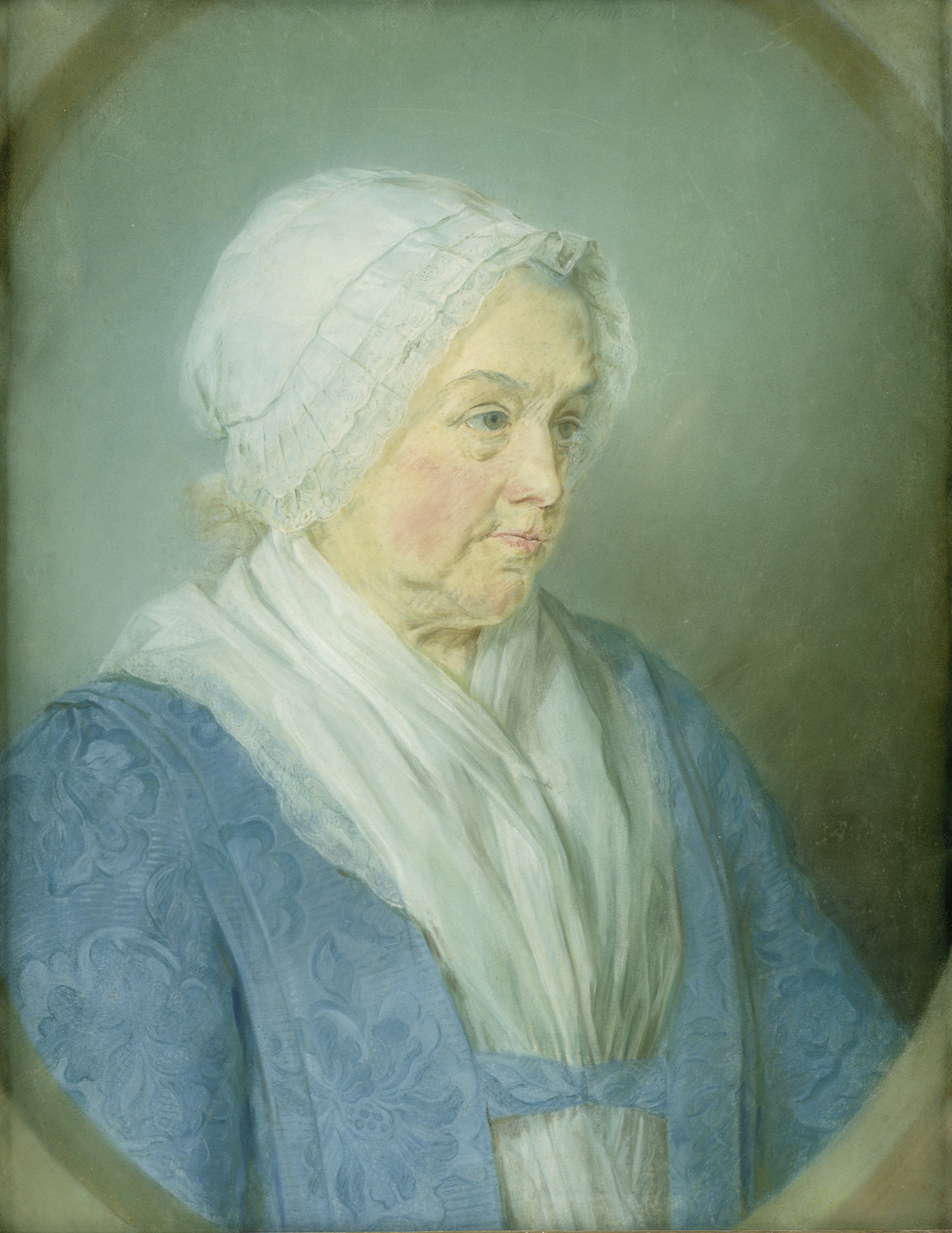
«Сара Гінлупен», 1763, Державний музей (Амстердам)